# 末盛憲彦
末盛 憲彦（すえもり のりひこ、1929年 - 1983年）は、日本のテレビプロデューサー・ディレクター。

## 人物
慶應義塾大学出身。1950年代末から1980年代まで、日本放送協会（NHK）の音楽バラエティ番組『夢であいましょう』『ステージ101』などを初め、多くの人気番組を手がけた。
中村八大を音楽監督に迎えて『夢であいましょう』の演出に携わった後、1965年10月から1966年3月までアメリカに滞在して様々なショー番組に接して感銘を受け、そのスタイルを日本のテレビ番組に導入したいと考えた。末盛が特に強い印象を受けたのは、大人数の若者のグループ「ヤング・アメリカンズ」が歌い踊る姿だった。帰国した彼は、道徳再武装（Moral Re-Armament）の日本支部の音楽ディレクターだったロビー和田が編成したレッツ・ゴーが大人数のメンバーでフォーク・ソングを歌うのを見て、自分が制作に携わることになったNHK初の若者向け音楽番組『ステージ101』を、ヤング・アメリカンズのような若者グループが歌い踊るショー形式の番組にしようと決心した。1969年、番組のレギュラー出演グループのメンバーのオーディションを開始し、レッツ・ゴーの出身者達が結成したシング・アウトをはじめ、既にレコード・デビューしていたグループや歌手から無名の新人までを集めてヤング101を編成した。そして『夢であいましょう』と同様に音楽監督に中村八大を迎え、元デューク・エイセスの作曲家の和田昭治（コーラス）、中川久美（ダンス）、早野寿郎（芝居）、永六輔（トーク）、中嶋弘子（衣装）、大関早苗（美容）といった各界の実力者を講師として約半年間の厳しいレッスンを施して、1970年1月の番組開始を迎えた。番組の初代ディレクターとして1972年3月まで制作に携わった。
1983年に「この人・武原はんショー」の番組演出をした翌日、冠状動脈硬化症により代々木の自宅で急死した。
カトリック信者。短い結婚のあと、舟越保武の長女で絵本編集者の千枝子と再婚、2児をもうけた。妻の末盛千枝子は夫没後に手掛けた絵本『あさ One morning』で1986年にボローニャ国際児童図書展のグランプリを受賞、1988年に株式会社すえもりブックスを起業、1995年に夫の友人の古田暁（元神父、神田外語大学名誉教授）と再婚した。

## 制作番組
- 午後のおしゃべり（1959年10月6日 - 1961年3月28日）演出[5][注釈 2]
- 夢であいましょう（1961年4月8日 - 1966年4月2日）演出[6]
- 音楽の花ひらく（1967年）演出[7]
- NHK紅白歌合戦
- ステージ101（1970年1月10日 - 1974年3月31日）初代番組ディレクター[注釈 3][8]
- 東京の山賊（1970年4月18日）演出[9]
- 歌謡グランド・ショー（1972年4月4日 - 1973年3月27日）
- 歌のゴールデンステージ
- 世界史漫遊
- ビッグ・ショー
- テレビファソラシド（1979年4月3日 - 1982年3月13日）
- この人○○ショー

## 制作舞台
- THE MAN THE MUSIC HIDEMI SAITO'80（1980年）構成・演出[10]

## 関連文献
- 『テレビディレクター 末盛憲彦の世界』末盛千枝子編、菁柿堂 1984、私家版
- 末盛千枝子『「私」を受け容れて生きる　父と母の娘』新潮社 2016／新潮文庫 2021、妻の回想